# Sport à Batna
 (mai 2011).

## Équipements sportifs batnéens

### Stade1ernovembre 1954 (O.P.O.W)
Le stade du 1er novembre 1954 est un complexe sportif doté de plusieurs salles de sports et de terrains de football. Les tribunes du plus grand terrain peuvent accueillir 11 000 spectateurs, les deux autres sont utilisés pour l’entrainement des deux équipes de football de Batna, le CA Batna et le MSP Batna.
Le complexe sportif dispose aussi d'un terrain de tennis, d'une piscine couverte, d'une salle omnisports de 3 000 places, d'un hôtel réservé aux sportifs d'une capacité théorique de cinquante-six lits, d'un centre de médecine sportive et de kinésithérapie et d'un sauna,. Le complexe sportif sert à développer des athlètes d'élite dans de nombreuses disciplines telles que l'athlétisme, le basket-ball, le handball, le volley-ball le judo, le capoeira, l'aïkido, le karaté et la natation.
Championnats et matchs importants organisés
- Championnat d'Afrique des nations de Bodybuilding en 2007[9].
- Tournoi africain qualificatif pour le championnat du monde de volley-ball (dames) 2009[10].
- Finale de la coupe d’Algérie seniors hommes de volley-ball 2011[11].

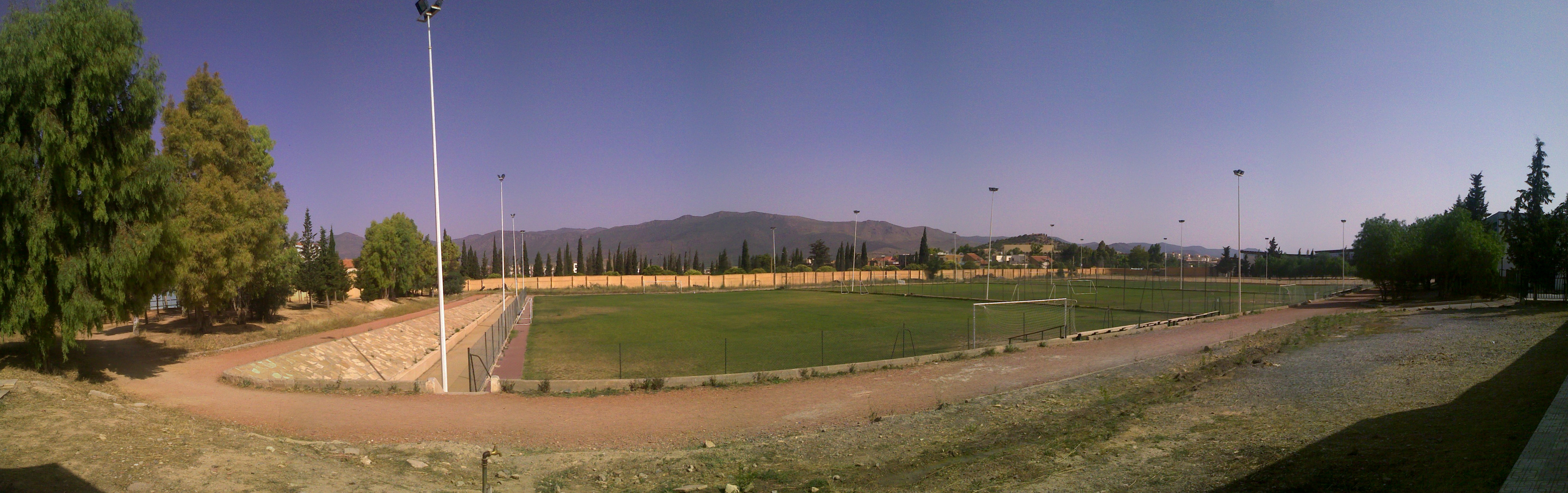
Terrain d’entrainement du stade du 1er novembre

### Stade Sefouhi
Le Stade Sefouhi est le plus vieux stade de football de Batna, à deux pâtés de maisons du stade du 1er novembre 1954, situé dans la ruelle perpendiculaire aux allées Ben Boulaïd. Le stade Sefouhi appartient l’APC de Batna depuis l'indépendance de l'Algérie en 1962. Ce stade n'est pas grand ; il sert aux matchs officiels des petites équipes batnéennes ou lors de plusieurs matchs domiciliés à Batna. Il sert enfin comme stade d'entraînement du CAB.

### Stade Abdellatif Chaoui
Le stade fétiche du Mouloudia de Batna se trouve à quelques pâtés de maisons de la grande mosquée 1er novembre 1954. Il est la propriété du club MSP Batna qui s’y entraîne la majeure partie du temps.

### Stade scolaire de Drana et la piscine municipale
Le stade scolaire de Drana et la piscine municipale de la ville de Batna situés l’un à côté de l’autre. La piscine municipale est cédée en location privative à l’APC de Batna.

## Les différentes disciplines sportives à Batna

### Football
- La première Équipe de Batna Association Sportive de Batna (ASB) fut le troisième club de football à voir le jour en Algérie après celui de Mascara et d'Alger en 1905[14]. Depuis 1962, le club est sous le nom de Mouloudia sportif populaire de Batna (MSPB), qui évolue en 2e division.
- Il y a aussi le Chabab Aurès Batna (CAB) fondé en 1932, qui a changé de nom en CNB (Chabab Nassij Batna). Après quelques années, le CAB revient avec son appellation ancienne. Il évolue entre la 1re et la 2e division ayant été deux fois finaliste de la coupe d'Algérie de football et une fois finaliste de la coupe de la Ligue d'Algérie de football.
- Le club amateur connu de Batna est le ES Bouakal aussi connu sous le nom de Nedjm Bouakal. Il évolue dans la division régionale Est-B (l’équivalent de la 4e division)[15].
- le WAC Z’mala créée en 1996, évoluant en régionale 2, ligue de Batna[16].

### Volley-ball
Dans la ville de Batna, il existe un club de volley-ball, le JM Batna, qui s’entraîne au O.P.O.W de Batna
Le volley-ball (handisport) est très actif dans la ville de Batna :  les deux clubs du Chelia de Batna et de Itihad de Batna sont parmi les meilleurs clubs au niveau national.

### Basket-ball
L’Olympique Batna a été lancé en 2004 par Khoumri Miloud. Ce dernier a été président la ligue de basket-ball de la wilaya de Batna. L’équipe évoluant en Super division nationale, le club a organisé un tournoi national de basket-ball cadet “garçons et filles” pour la mémoire de Khoumri Miloud.
Il y a d’autres clubs de basket-ball comme la Casorec créé en 1973, ou bien aussi les scouts musulmans lancés en 1974, et le MSP Batna en 1976 qui parvient à aller jusqu'en national 2 lors de la saison 1983/1984, et aussi les sections basket-ball du CAB, de l'Université de Batna, Mouassasset Batna.

## Les compétitions sportives à Batna

### Athlétisme: Marathon Imadghassen
Le Marathon International de Medghacen est une course pédestre annuelle reliant les villes de Batna au tombeau de Medracen organisé par l’Alliance des amis d’Imadghassen, crée le 1er novembre 2010. Il s'agit un marathon en 3 trois distances, la 1re sur 10 km de Batna à Fesdis, la 2e le semi-marathon de Batna à Djerma, et la 3e, le marathon de Batna au tombeau de Medracen.

## Palmarès national et international

### Palmarès international
Handball
- 1 Fois Champion de Ligue des champions d'Afrique de handball (Mouloudia Mouassasat de Batna 1995 à Cotonou (Bénin))

Judo
- 6 Fois Championnat d’Afrique Kata (Rachid Messaâdia - Mouloudia Batna), et 1 fois vice-champion d'Afrique[21]
- 4 Fois Championnat d’Afrique Kata (Abdelkrim Touati - Mouloudia Batna) et 1 fois vice-champion d'Afrique

### Palmarès national
Football
- 1 Fois Finaliste de la Coupe d'Algérie de football (MSP Batna 1988-89)
- 2 Fois Finaliste de la Coupe d'Algérie de football (CA Batna 1996-97 et 2009-10)
- 1 Fois Finaliste de la Coupe de la Ligue d'Algérie de football (CA Batna 1998)

Goal-ball
- 1 Fois Champion de la coupe d'Algérie (Kahina Batna (filles) saison 2007-2008[22])